# VI Sonata fortepianowa Beethovena

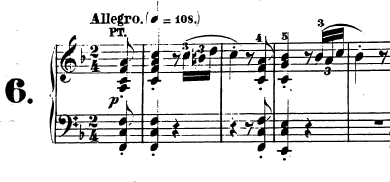
Początek Sonaty op. 10 nr 2

Sonata fortepianowa nr 6 F-dur op. 10 nr 2 Ludwiga van Beethovena to środkowa z cyklu trzech sonat op. 10, zadedykowanego Annie Margarete von Brown-Camus. Skomponowana została w latach 1796–98. Czas wykonania utworu to ok. 14 minut.

## Części utworu
W budowie utworu charakterystyczny jest brak scherza albo menueta, obecnego we wszystkich dotychczasowych sonatach Beethovena.
1. Allegro (F-dur)
2. Allegretto (f-moll)
3. Presto (F-dur)